# Trönninge (Varberg)
Pour les articles homonymes, voir Trönninge.
Trönninge est une localité de Suède dans la commune de Varberg située dans le comté de Halland.
Sa population était de 880 habitants en 2010.